# Отрадненское сельское поселение (Отрадненский район)
Отрадненское сельское поселение — муниципальное образование в составе Отрадненского района Краснодарского края России.
В рамках административно-территориального устройства Краснодарского края ему соответствует Отрадненский сельский округ.
Административный центр — станица Отрадная.

## География
Площадь территории — 229,23 км².
Расстояние от станицы Отрадной до Краснодара — 311 километров.

## Население
| 2010    | 2012    | 2013    | 2014    | 2015    | 2016    | 2017    |
| ------- | ------- | ------- | ------- | ------- | ------- | ------- |
| 24 878  | ↘24 842 | ↗24 938 | ↗24 969 | ↗25 022 | ↗25 028 | ↘24 930 |
| 2018    | 2019    | 2020    | 2021    | 2023    |         |         |
| ↘24 905 | ↘24 864 | ↗25 020 | ↘24 723 | ↘24 450 |         |         |

## Населённые пункты
В состав сельского поселения (сельского округа) входят 5 населённых пунктов:
| № | Населённый пункт  | Тип населённого пункта | Население (чел.) |
| - | ----------------- | ---------------------- | ---------------- |
| 1 | Отрадная          | станица                | ↘23 041          |
| 2 | Новоурупский      | хутор                  | ↘154             |
| 3 | Отрадо-Солдатский | хутор                  | ↘205             |
| 4 | Покровский        | хутор                  | ↗58              |
| 5 | Садовый           | хутор                  | ↘1257            |

## Социальная сфера
В Отрадненском сельском поселении 5 общеобразовательных средних школ, где обучается 2703 детей, детских дошкольных учреждений — 10.
Имеются: профессиональное училище Отрадненский филиал Армавирского ПУ-11, филиал Кубанского государственного университета, Отрадненский гуманитарный институт.